# Re-Traced
Re-Traced är en EP av det amerikanska death metal-bandet Cynic, släppt 2010 av skivbolaget Season of Mist. EP:n består av fyra ny-tolkningar av låtar från deras album Traced in Air samt en ny låt ("Wheels Within Wheels").

## Låtförteckning
1. "Space" – 5:14
2. "Evolutionary" – 4:25
3. "King" – 4:54
4. "Integral" – 3:51
5. "Wheels Within Wheels" – 4:44

## Medverkande
Musiker (Cynic-medlemmar)
- Paul Masvidal – sång, gitarr, keyboard
- Tymon (Tymon Kruidenier) – gitarr, keyboard
- Sean Reinert – trummor, percussion
- Sean Malone – basgitarr

Bidragande musiker
- Amy Correia – sång

Produktion
- Paul Masvidal – producent, ljudtekniker
- Sean Reinert – producent, ljudtekniker
- Warren Riker – ljudmix
- Maor Appelbaum – mastering
- Robert Venosa – omslagskonst
- Travis Smith – omslagskonst
- Darren Blackburn – foto